# Carlo Ubbiali
Carlo Ubbiali (Bergamo, 2 september 1929 - 2 juni 2020) was een Italiaans motorcoureur en negenvoudig wereldkampioen in het wereldkampioenschap wegrace. In de jaren vijftig was hij vooral in de lichtere klassen dominant.
Ubbiali werd zes keer wereldkampioen in de 125cc-klasse en drie keer in de 250cc-klasse. Hij won vijf wereldtitels met het maximum aantal punten (met aftrek van streepresultaten). Hij werd ook zes keer Italiaans 125cc-kampioen en twee keer Italiaans 250cc-kampioen.

## Carrière

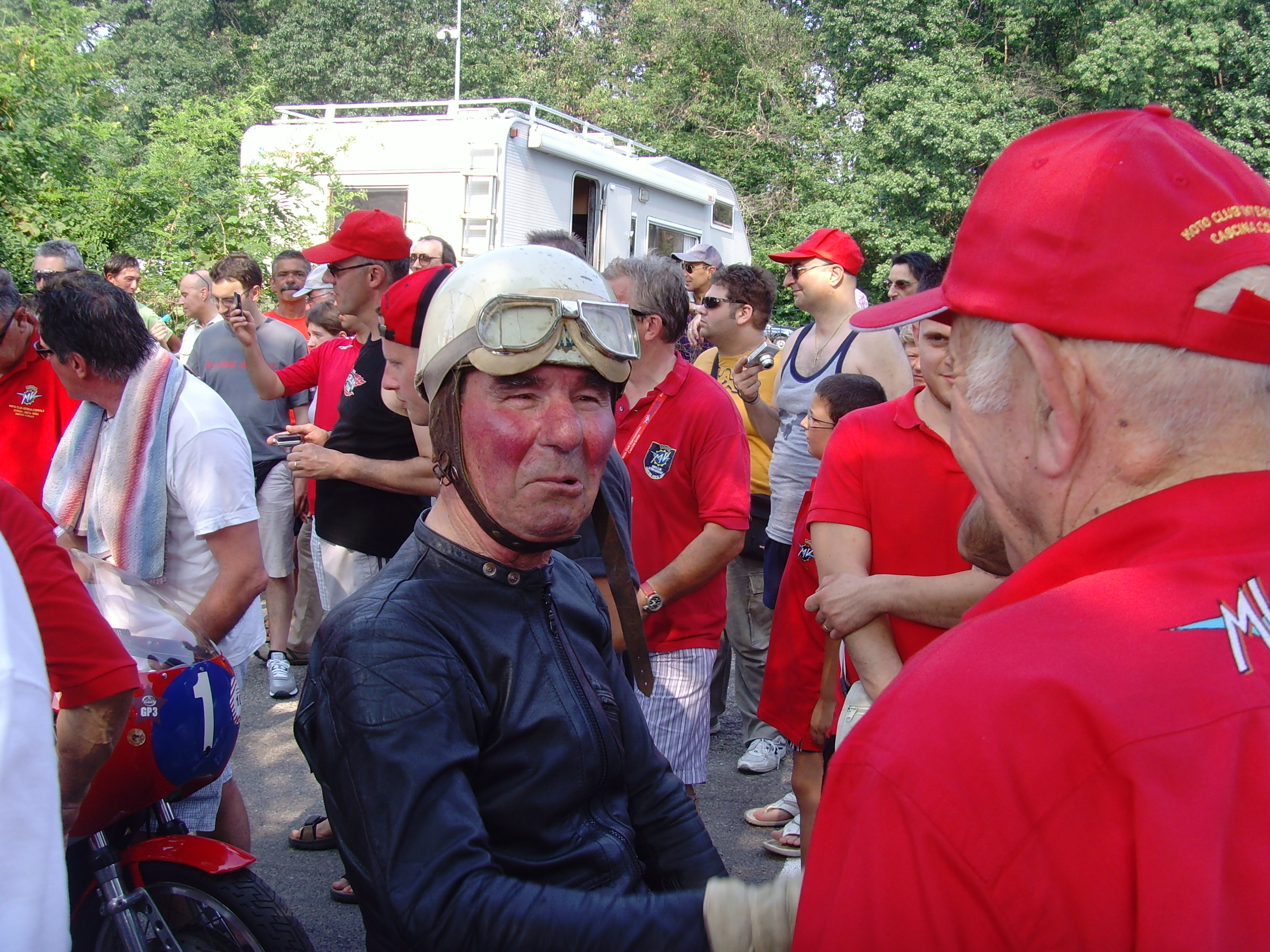
De 81-jarige Carlo Ubbiali tijdens een veteranenwedstrijd in 2010

Al jong raakte Carlo vertrouwd met motorfietsen toen hij in de motorzaak van zijn vader werkte. Zijn eerste race in 1946, de Coppa di Bergamo, resulteerde in een overwinning, maar ook in een tragedie. Hij racete met zijn broers Franco en Maurizio. Na de festiviteiten om de overwinning te vieren verongelukten twee vrienden van de gebroeders Ubbiali bij een auto-ongeluk. In 1947 won hij de Gran Premio delle Mura di Bergamo (Grote Prijs van de muren van Bergamo) op een DKW RT 125 die hij had geleend van de commandant van de Mobiele Brigade van Bergamo, op voorwaarde dat hij de machine na de race zou laten spuiten. Hij werd echter gediskwalificeerd omdat hij nog geen 18 jaar was. In 1948 werkte Carlo (via het MV Agusta-dealerschap van zijn vader) als monteur bij een race op het Fiera Campionaria-circuit in Milaan. Hij kreeg de kans om tijdens de race een afwezige coureur te vervangen en finishte als tweede achter Nello Pagani. De teammanagers gaven hem de kans te starten in de race ter gelegenheid van de heropening van het circuit van Monza. Ook daar werd hij tweede. Het leverde hem een plaats op als fabrieksrijder voor MV Agusta, zij het tegen een minimumloon. In 1949 nam hij voor MV Agusta deel aan de International Six Days Trial in Llandrindod Wells (Wales), waar hij een gouden medaille won. Hij startte ook in de zware "Valli Bergamasche" (Valleien van Bergamo), waar hij derde werd. 

### Wereldkampioenschap wegrace

#### 1949
|        | Races | Tellend |
| ------ | ----- | ------- |
| 125 cc | 3     | 3       |

Toen in het seizoen 1949 het wereldkampioenschap wegrace werd opgericht, nam Ubbiali daar voor MV Agusta aan deel. Dit openingsseizoen kende slechts zes Grands Prix, maar de lichte klassen waren buiten Italië niet populair. Daardoor reed de 125cc-klasse niet in de TT van Man en de Ulster Grand Prix en ook niet in de Belgische Grand Prix. Zo bleven er slechts drie races over. Bovendien was deze klasse een volledig Italiaanse aangelegenheid. Omdat het Europees kampioenschap geen 125cc-klasse had gekend, was het de vraag wie de snelste machines had. Mondial en Moto Morini verschenen met 125cc-viertakten, de MV Agusta GP 125 "Quattro Marce" had een tweetaktmotor, afgeleid van de MV Agusta 125 Sport C, maar met vier versnellingen ("Quattro Marce"). Voor de 125cc-klasse begon het seizoen met de Grand Prix van Zwitserland op het stratencircuit van Bremgarten. De race werd gewonnen door Nello Pagani (Mondial), Ubbiali werd vierde door Umberto Masetti (Moto Morini) nipt te verslaan. In de TT van Assen scoorde Ubbiali zijn eerste podiumplaats door als derde te finishen. Ubbiali stond nu tweede in de WK-stand, met een kleine, theoretische kans op de wereldtitel. In de GP des Nations op Monza haalde hij de finish niet. Daardoor sloot hij het seizoen als derde af, een plaats die hij deelde met Masetti. Hij was wel veruit de beste MV-Agusta-rijder. Daarom vroeg hij om opslag, wat werd geweigerd. Dat opende mogelijkheden voor aanbiedingen van de concurrentie: Moto Guzzi, Moto Morini en FB Mondial.

#### 1950
|        | Races | Tellend |
| ------ | ----- | ------- |
| 125 cc | 3     | 3       |

Ubbiali koos in het seizoen 1950 voor een plek bij FB Mondial, naast Bruno Ruffo en Gianni Leoni. Of Ubbiali deelnam aan de TT van Assen is niet zeker, hij komt in de uitslagen niet voor. Ruffo won hier voor Leoni en Giuseppe Matucci (Morini). De organisatie van de Ulster Grand Prix had besloten de 125-klasse toe te voegen, maar het werd een aanfluiting. Alleen de fabrieksrijders van Mondial verschenen aan de start: Carlo Ubbiali, Bruno Ruffo en Gianni Leoni. Ubbiali won voor Ruffo, maar Leoni haalde de finish niet. De FIM bepaalde hierna dat er ten minste zes starters moesten zijn om een Grand Prix te laten meetellen voor het wereldkampioenschap. Ruffo leidde de WK-stand, Ubbiali was de enige die hem theoretisch nog kon verslaan. In de GP des Nations werd hij tweede achter Leoni, maar Ruffo had aan zijn vierde plaats genoeg voor de wereldtitel. Ubbiali deelde de tweede plaats met Leoni. 

#### 1951, eerste wereldtitel
|        | Races | Tellend |
| ------ | ----- | ------- |
| 125 cc | 4     | 4       |

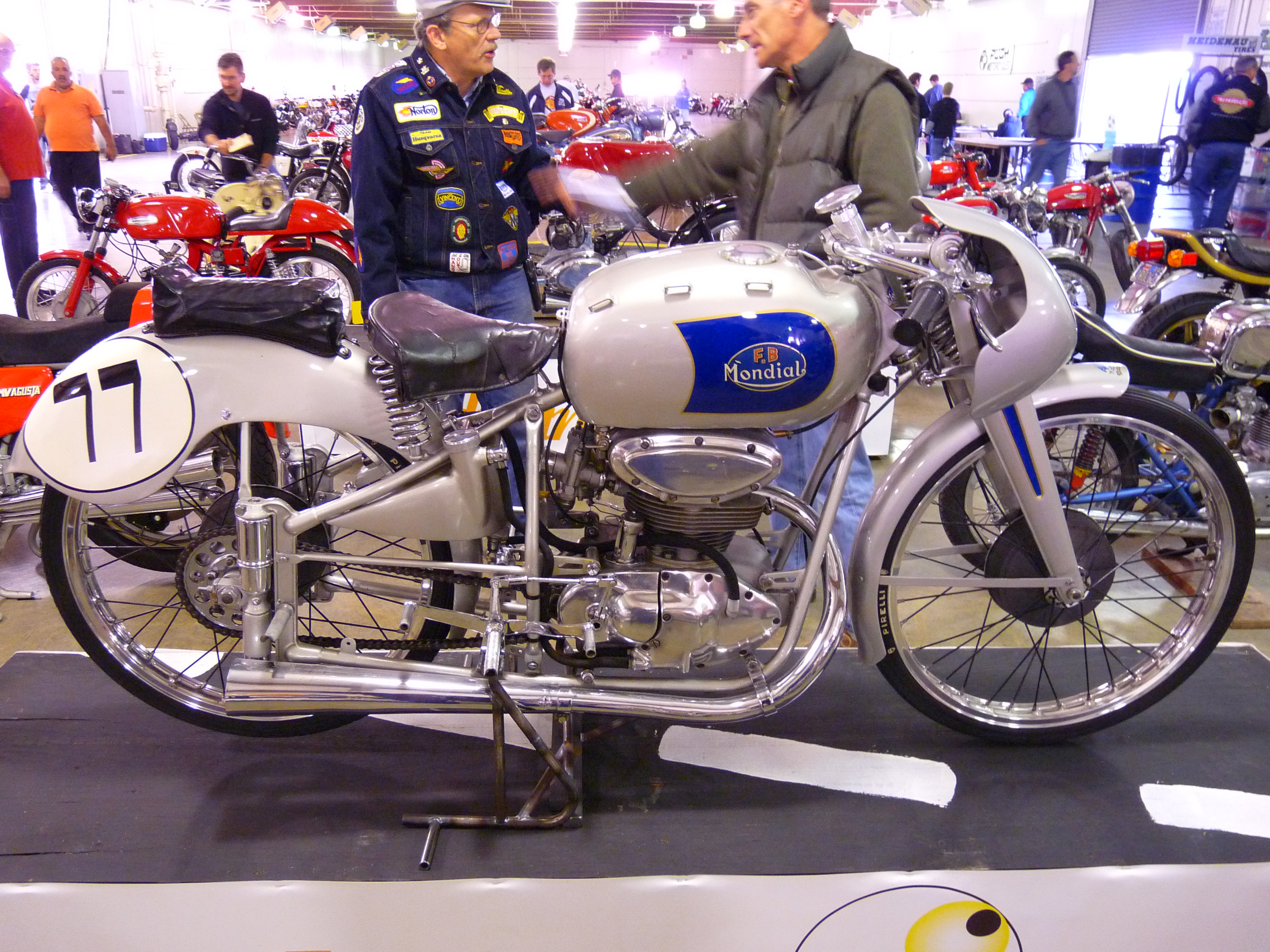
Mondial 125 Bialbero uit 1951

In het seizoen 1951 was hij nog steeds lid van het FB Mondial-team, samen met 
Raffaele Alberti, Gianni Leoni, Guido Leoni (niet verwant met Gianni) en af en toe Nello Pagani, die zich vooral concentreerde op de 500cc-klasse met Gilera. Later werd ook de Ier Cromie McCandless aan het team toegevoegd. In de Spaanse GP werd Ubbiali tweede achter Guido Leoni. Tijdens de TT van Man werd de 125cc-Ultra-Lightweight TT ingevoerd. Dat was een gewaagde stap na de mislukte 125cc-race in Ulster van het jaar ervoor. Er was nu echter een flink deelnemersveld, naast de Italianen ook Spanjaarden met Montesa's en Britten met DOTs. Mondial miste echter al twee coureurs: Guido Leoni en Raffaele Alberti waren een maand eerder (op 6 mei) tijdens een Italiaanse kampioenswedstrijd op het stratencircuit van Ferrara verongelukt. De Italiaanse merken huurden in alle klassen Angelsaksische coureurs in die de 60km-lange Snaefell Mountain Course beter kenden. MV Agusta zette Leslie Graham in (hij viel uit) en Mondial koos voor Cromie McCandless, die al sinds 1947 op het circuit had gereden. McCandless won de race dan ook, voor Ubbiali, Giani Leoni en Pagani. Ubbiali nam de leiding in de WK-stand over van de verongelukte Guido Leoni. In de TT van Assen viel Ubbiali uit met motorpech. Gianni Leoni won en kwam op gelijke hoogte in de WK-stand. De Ulster Grand Prix werd een zware tegenvaller. De FIM had bepaald dat er ten minste zes deelnemers moesten zijn en het team van Mondial reisde af met McCandless, Ubbiali, Gianni Leoni en voorzag ook de Zwitser Gianfranco Zanzi van een machine. Tijdens de trainingen verongelukten Gianni Leoni en Moto Guzzi-coureur Sante Geminiani tijdens een tamelijk bizar ongeluk. Omdat Montesa en MV Agusta niet naar Ulster waren afgereisd stonden er slechts vier rijders aan de start. De race werd gereden, maar het resultaat telde niet voor het wereldkampioenschap. Bij aanvang van de GP des Nations stonden Ubbiali en Gianni Leoni in punten gelijk aan de leiding van het WK. Leoni kon postuum wereldkampioen worden omdat hij een overwinning had behaald en Ubbiali niet. Ubbiali moest minstens een punt scoren en bovendien zorgen dat hij voor McCandless bleef, die slechts vier punten achterstand had. Ubbiali won de race en werd voor het eerst wereldkampioen. 

#### 1952
|        | Races | Tellend |
| ------ | ----- | ------- |
| 125 cc | 6     | 4       |

In het seizoen 1952 was het FB-Mondial-team flink uitgedund. McCandless reed twee races voor het team, maar startte ook met Norton en Gilera. Nello Pagani reed ook voor Gilera. Ubbiali was in feite de enige echte fabrieksrijder. MV Agusta had de Brit Cecil Sandford ingehuurd. Hoewel hij nog geen opzienbarende resultaten had geboekt, won Sandford de Ultra-Lightweight TT met bijna 1½ minuut voorsprong op Ubbiali. Dat kon men nog wijten aan Sandford's enorme ervaring op het circuit, maar hij won ook de TT van Assen, waar Ubbiali opnieuw tweede werd. Tijdens de training van de Duitse Grand Prix raakte NSU-fabrieksrijder Roberto Colombo geblesseerd. Daarop kreeg Werner Haas, die met een zeflbouw-Puch reed, diens NSU Rennfox. Hij won de race prompt, voor Carlo Ubbiali en Cecil Sandford. Sandford leidde het WK met 20 punten, Ubbiali had er 18. In de Ulster Grand Prix was het weer armoe troef; het minimale aantal van zes deelnemers werd exact gehaald. Sandford won ook hier, terwijl Ubbiali uitviel. Sandford had 28 punten en Ubbiali nog steeds 18. Met nog twee races te gaan kon Ubbiali op 34 punten komen, maar hij moest nog twee resultaten wegstrepen. Daardoor was Sandford nu al wereldkampioen. Ook in de GP des Nations werd Ubbiali tweede, dit keer achter de verrassende winnaar Emilio Mendogni (Moto Morini). In de afsluitende Spaanse Grand Prix viel Ubbiali uit. Hij sloot het seizoen af als tweede. 

#### 1953
|        | Races | Tellend |
| ------ | ----- | ------- |
| 125 cc | 6     | 4       |

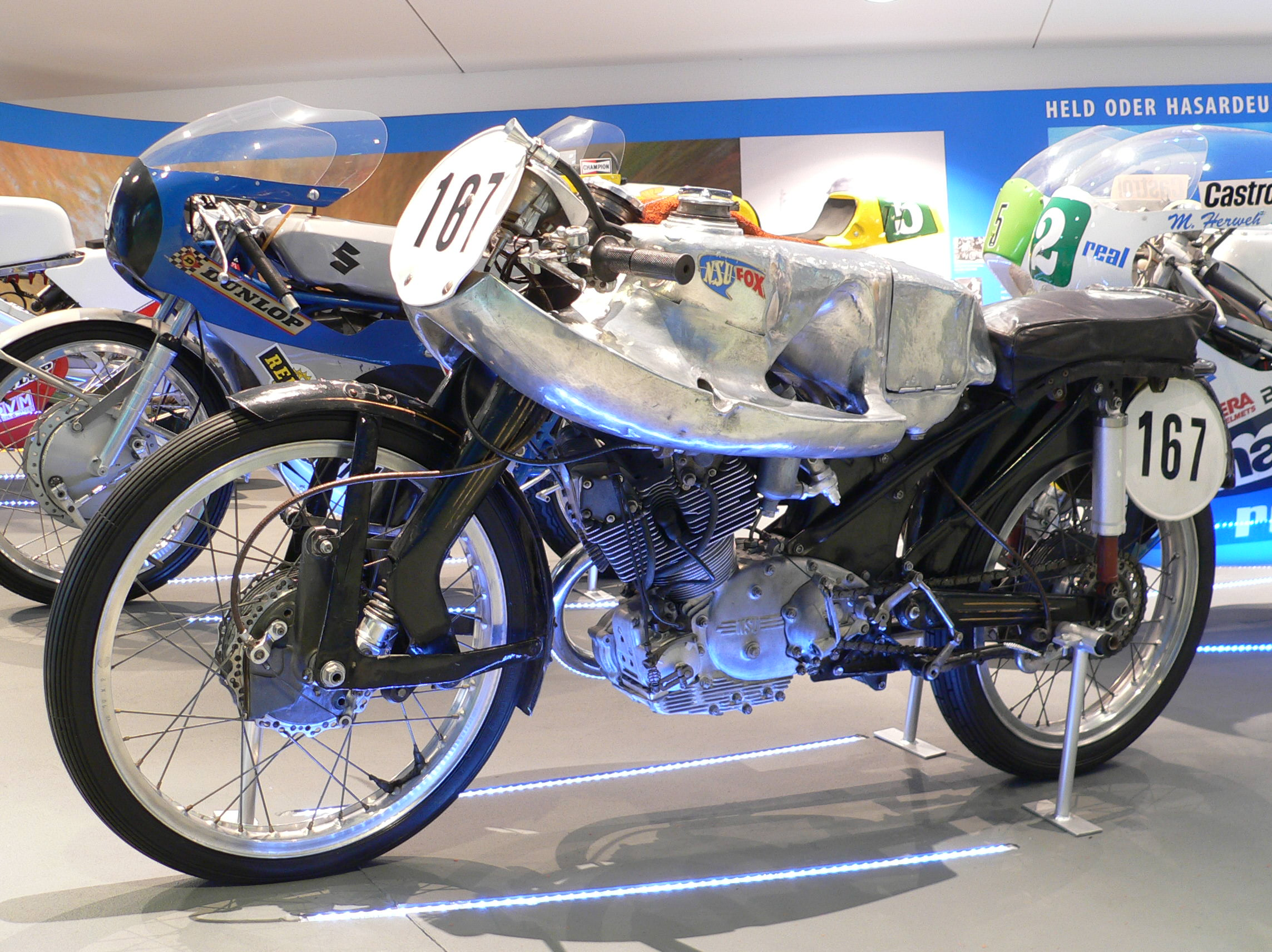
NSU Rennfox uit 1953

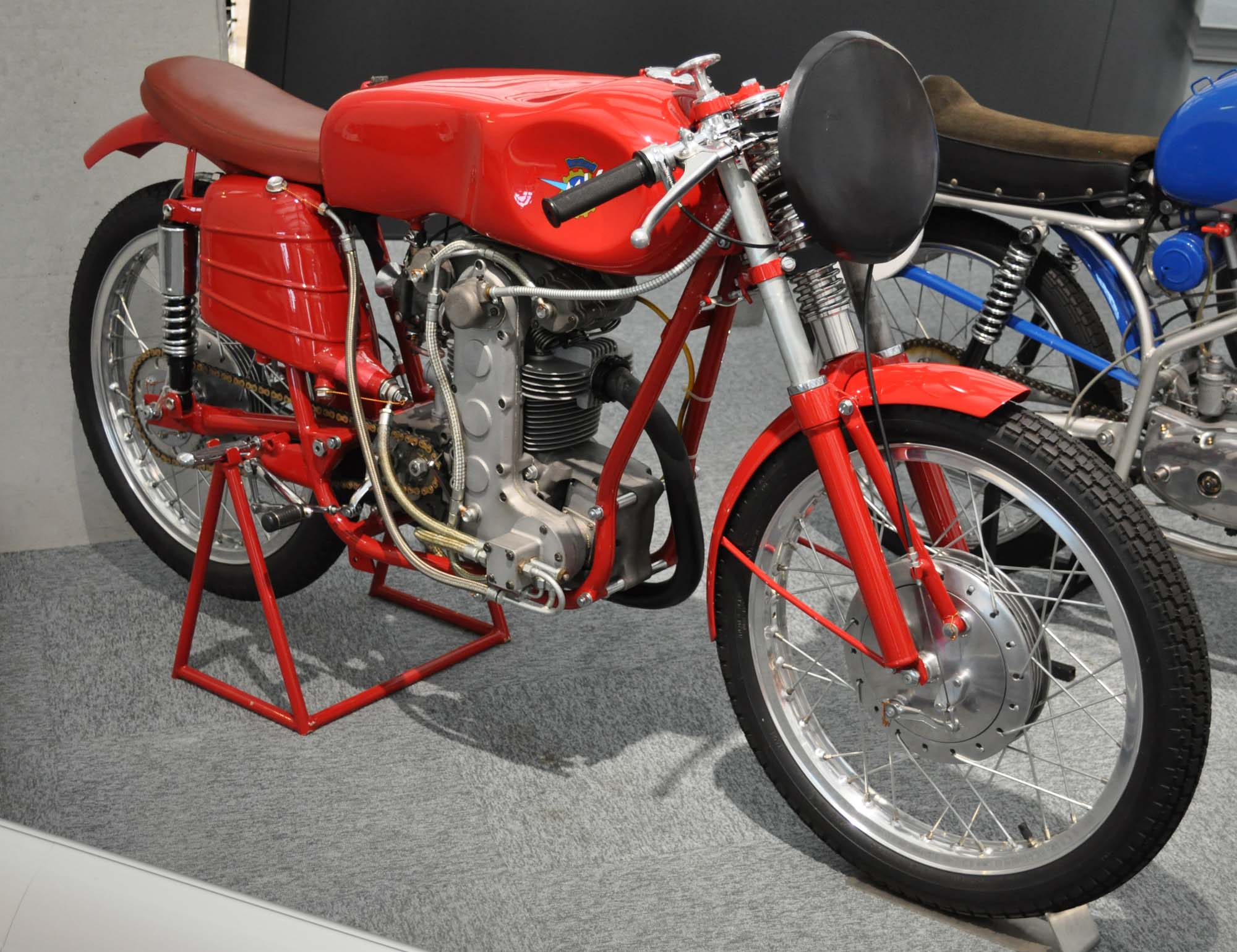
MV Agusta 125 Bialbero uit 1953

In het seizoen 1953 trok FB Mondial zich terug uit het WK. Er waren nog slechts enkele privérijders die met de Mondial 125 Monoalbero-productieracers reden. Ubbiali stapte over naar MV Agusta, waar hij in het 125cc-team samenkwam met Les Graham, Cecil Sandford en Angelo Copeta. Les Graham won met de Lightweight 125 cc TT zijn eerste race op het eiland Man, maar een dag later verongelukte hij dodelijk tijdens de 500cc-Senior TT. Ubbiali haalde de finish niet, Werner Haas werd met zijn NSU Rennfox tweede en Cecil Sandford derde. Haas won ook de TT van Assen, voor Ubbiali en Sandford. Ubbiali won de Duitse Grand Prix voor Haas en NSU-rijder Otto Daiker. Halverwege het seizoen leidde Haas met 20 punten, Ubbiali was tweede met 14 punten. In de uitslag van de Ulster Grand Prix komt Ubbiali niet voor, maar waarschijnlijk viel hij daar uit. Het is onwaarschijnlijk dat hij niet deelnam en de rest van het MV-team wel. Haas won hier voor Sandford en de Ier Reg Armstrong (NSU). Haas was nu welhaast onbereikbaar geworden met zijn 28 punten. Ubbiali had er slechts 14 en deelde de tweede plaats met Sandford. In de GP des Nations had Haas genoeg aan de vierde plaats, maar in het hol van de leeuw (Monza) won hij de race ook. MV Agusta werd zelfs verslagen door Moto Morini, in de persoon van Emilio Mendogni, die tweede werd voor Ubbiali. In de GP van Spanje vielen de NSU-coryfeeën Haas en Daiker uit. Copeta won met MV Agusta, voor teamgenoot Sandford en Rupert Hollaus (NSU). Ubbiali werd slechts zevende. Hij sloot het seizoen af als derde.

#### 1954
|        | Races | Tellend |
| ------ | ----- | ------- |
| 125 cc | 6     | 4       |

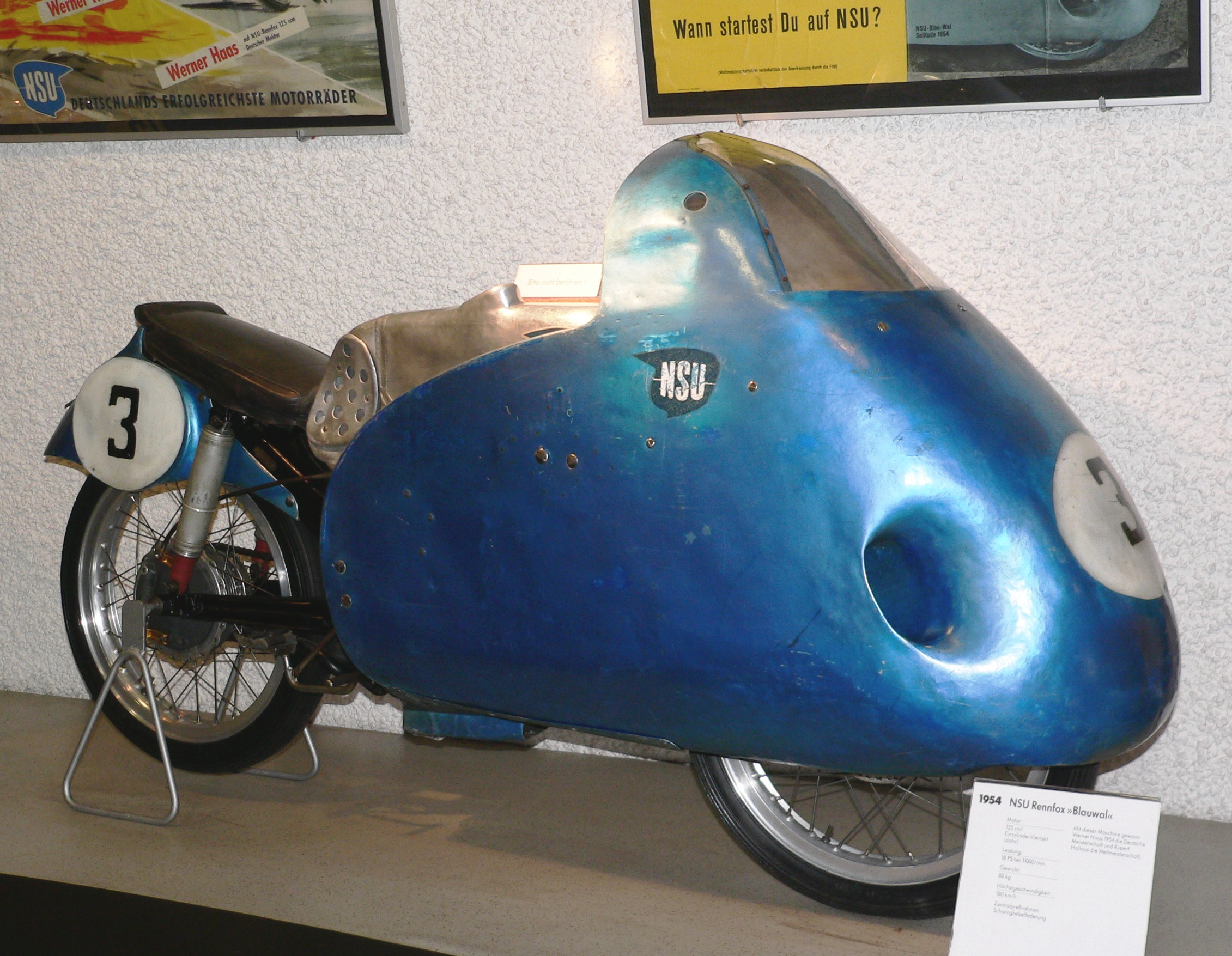
De NSU Rennfox werd met zijn blauwe druppelstroomlijn ook "Blauwal" (Blauwe vinvis) genoemd

In het seizoen 1954 bestond het 125cc-MV-team uit Carlo Ubbiali, Guido Sala, Cecil Sandford en Roberto Colombo, maar een groot aantal privérijders reed met de MV Agusta 125 Monoalbero-productieracer. De Ultra-Lightweight TT werd verreden op de kortere Clypse Course en dat was een groot succes. Nu zag het publiek de coureurs veel vaker langskomen. Er ontstond een hevig gevecht tussen Rupert Hollaus met de NSU Rennfox en Carlo Ubbiali met de MV Agusta 125 Bialbero. Hollaus won met slechts vier seconden voorsprong. Opnieuw kwam Ubbiali niet voor in de uitslag van de Ulster Grand Prix. Hij bleef puntloos, terwijl NSU het hele podium bezette met Hollaus, Hermann Paul ("Happi) Müller en Hans Baltisberger. In de TT van Assen moest Ubbiali zich tevreden stellen met de derde plaats achter Hollaus en Müller. Hollaus had nu al 24 punten, terwijl Ubbiali vierde stond met slechts tien punten. In de GP van Duitsland werd Ubbiali derde achter Hollaus en Werner Haas. Daardoor was Hollaus zeker van de wereldtitel. Tijdens de training voor de GP des Nations verongelukte Hollaus. Hij was dus postuum wereldkampioen. NSU trok zijn team terug en Guido Sala won de race voor Tarquinio Provini (Moto Morini) en Carlo Ubbiali. Zonder het NSU-team verwachtte men een overwinning voor Ubbiali in de GP van Spanje. Hij reed de snelste ronde, maar viel uit en de overwinning ging naar Provini. Ubbiali sloot het seizoen als tweede af. 

#### 1955, tweede wereldtitel
|        | Races | Tellend |
| ------ | ----- | ------- |
| 125 cc | 6     | 4       |
| 250 cc | 5     | 4       |

In het seizoen 1955 startte Ubbiali voor het eerst in de 250cc-klasse, maar pas toen hij al zeker was van zijn 125cc-wereldtitel. NSU had zich officieel teruggetrokken uit het WK, hoewel de 250cc-NSU Sportmax-productieracer nog goed genoeg was om H.P. ("Happi") Müller de wereldtitel te bezogen. Zonder NSU had MV Agusta in de 125cc-klasse feitelijk vrij spel. In de GP van Spanje werd Ubbiali slechts derde, achter teamgenoot Luigi Taveri en Mondial-rijder Romolo Ferri. Ubbiali won de GP van Frankrijk voor Taveri. Ubbiali won ook de Lightweight 125 cc TT met slechts twee seconden voorsprong op Taveri, waardoor ze samen op 20 punten kwamen. Vanaf de GP van Duitsland trok ook FB Mondial zich terug na het overlijden van Giuseppe Lattanzi. Ubbiali won ook hier nipt voor Taveri en Remo Venturi. Ubbiali won ook de TT van Assen, waar Taveri na een val uitviel. Daardoor was Ubbiali zeker van zijn tweede wereldtitel. In de GP des Nations startte Ubbiali voor het eerst met de MV Agusta 203 Bialbero, een opgeboorde versie van de MV Agusta 125 Bialbero. Deze 203,4cc-machine had in het WK redelijk gepresteerd, Luigi Taveri, Bill Lomas en Umberto Masetti stonden op de derde, vierde en vijfde plaats in de 250cc-WK-stand. Ubbiali won de 250cc-race voor wereldkampioen Happi Müller. Hij won ook de 125cc-race voor zijn teamgenoten Remo Venturi en Angelo Copeta. Hij sloot het seizoen af al wereldkampioen in de 125cc-klasse en als zevende in de 250cc-klasse, een plaats die hij deelde met NSU-privérijder John Surtees. 

#### 1956, derde en vierde wereldtitel
|        | Races | Tellend |
| ------ | ----- | ------- |
| 125 cc | 6     | 4       |
| 250 cc | 6     | 4       |

In het seizoen 1956 had MV Agusta nu een volwaardige 250cc-machine, de MV Agusta 250 Monocilindrica Bialbero. Van tegenstand van andere merken was in de 250cc-klasse feitelijk geen sprake. Enrico Lorenzetti reed als privérijder met een Moto Guzzi 250 Bialbero, maar kreeg enige ondersteuning van de fabriek. Verder waren er nog enkele coureurs met de NSU Sportmax-productieracer. Ook in de 125cc-klasse was er nauwelijks tegenstand. Hoewel de Mondial 125 Bialbero was verbeterd, verscheen Tarquinio Provini er slechts af en toe mee op de circuits. Wel kwam er een nieuwe kaper op de kust; Gilera met de 125 GP. Tijdens de TT van Man, de TT van Assen en de GP van België won Ubbiali beide klassen. In de Duitse Grand Prix won hij de 250cc-race, maar in de 125cc-race werd hij tweede achter Gilera-rijder Romolo Ferri. Dat was niet erg, want hij was nu al in beide klassen zeker van de wereldtitel. In de Ulster Grand Prix won hij de 125cc-race, maar in de 250cc-race viel hij uit. In de afsluitende GP des Nations won hij weer beide klassen. 

#### 1957
|        | Races | Tellend |
| ------ | ----- | ------- |
| 125 cc | 6     | 4       |
| 250 cc | 6     | 4       |

Ubbiali begon het seizoen 1957 voortvarend, met overwinningen in de 125cc- en de 250cc-race van de GP van Duitsland. Tijdens de TT van Man viel hij in de 250cc-Lightweight TT uit. In de 125cc-Ultra-Lightweight TT werd hij tweede achter Tarquinio Provini (Mondial). Tijdens de trainingen voor de TT van Assen kwam hij ten val. Een zeldzaamheid voor Ubbiali, die nu echter zo zwaar geblesseerd raakte dat hij pas in de GP des Nations weer kon starten. Toen was Cecil Sandford (Mondial) al wereldkampioen 250 cc en Provini was al wereldkampioen 125 cc. In de 250cc-race viel Ubbiali uit, maar hij won de 125cc-race. Hij sloot het 125cc-seizoen af als tweede, het 250cc-seizoen als vijfde, gedeeld met John Hartle. 

#### 1958, vijfde wereldtitel
|        | Races | Tellend |
| ------ | ----- | ------- |
| 125 cc | 7     | 4       |
| 250 cc | 6     | 4       |

In het seizoen 1958 had MV Agusta in alle soloklassen het rijk vrijwel alleen. MV Agusta, Gilera, Moto Guzzi en Mondial hadden afgesproken zich allemaal uit het wereldkampioenschap terug te trekken omdat de sportieve resultaten zich niet vertaalden naar verkopen. MV Agusta brak die afspraak echter. Het behaalde dan ook alle vier de wereldtitels. Toch waren er wel concurrenten in de lichtere klassen: MZ in de 250cc-klasse en Ducati in de 125cc-klasse. Ubbiali kreeg voornamelijk tegenstand uit zijn eigen team. Hij won dan ook geen enkele 250cc-race, waar de wereldtitel naar stalgenoot Tarquinio Provini ging. Ubbiali werd zelfs slechts derde, achter Horst Fügner (MZ). In de 125cc-klasse had hij meer succes. Hij won de Ultra-Lightweight TT, maar hier gaf de Ducati 125 Trialbero al wel een waarschuwing af: Romolo Ferri werd er tweede mee, Dave Chadwick derde en Sammy Miller vierde. Bovendien kwam Ubbiali pas aan de leiding nadat Ducati-rijder Luigi Taveri motorpech kreeg en zijn teamgenoot Provini viel. De 125cc-TT van Assen won Ubbiali met slechts 0,2 seconde voorsprong op Taveri, maar hij had toch al een flinke puntenvoorsprong op de tweede plaats, die gedeeld werd door drie Ducati's: Chadwick, Ferri en Taveri. De Belgische Grand Prix werd een prooi voor Ducati, maar Ubbiali, die slechts vijfde werd, had geluk dat weer een andere Ducatist won: Alberto Gandossi. Door de Duitse Grand Prix te winnen ontdeed Ubbiali zich van zijn belangrijkste concurrenten omdat alle Ducati's uitvielen. Hij leidde het WK met 26 punten voor Provini (14) en Ferri (12). Die laatste raakte echter ernstig geblesseerd en hij zou pas in 1964 weer racen. Door de Zweedse Grand Prix te winnen zou Ubbiali al wereldkampioen zijn, maar hij werd slechts derde achter Gandossi en Taveri. De beslissende overwinning haalde Ubbiali in de Ulster Grand Prix, waar hij voor de vijfde keer wereldkampioen werd. De GP des Nations werd een groot succes voor Ducati. Bruno Spaggiari won zijn enige WK-race voor Gandossi, Francesco Villa, Chadwick en Taveri. Ubbiali en Taveri vielen uit.

#### 1959, zesde en zevende wereldtitel
|        | Races | Tellend |
| ------ | ----- | ------- |
| 125 cc | 7     | 4       |
| 250 cc | 6     | 4       |

In het seizoen 1959 had MV Agusta in de zwaardere (350- en 500cc) klassen geen enkele tegenstand. John Surtees won alle races in beide klassen. In de lichtere klassen bestreden MV-rijders elkaar. De 250cc-Lightweight TT werd gewonnen door Ubbiali's teamgenoot Tarquinio Provini voor Ubbiali en Dave Chadwick, die nu ook voor MV Agusta uitkwam. Provini won ook de Ultra-Lightweight TT voor Luigi Taveri (MZ) en Mike Hailwood (Ducati). Ubbiali finishte als vijfde. In de Duitse Grand Prix won Ubbiali beide klassen. Omdat Provini in de 250cc-race uitviel, nam Ubbiali daar de leiding in het WK over. In deze race finishten Emilio Mendogni (Moto Morini) en Horst Fügner (MZ) binnen één seconde van Ubbiali. In de 125cc-race werd Provini tweede met 0,1 seconde verschil, waardoor hij de leiding vasthield. Tijdens de TT van Assen won Provini de 250cc-race met 0,1 seconde voor Ubbiali. Die laatste won de 125cc-race voor de Ducati-rijders Bruno Spaggiari en Mike Hailwood, terwijl Provini met twee ronden achterstand slechts twaalfde werd. Vanaf het begin was duidelijk dat dit een spannend seizoen zou worden en halverwege leidde Ubbiali de 250cc-klasse met 20 punten voor Provini (16 punten) en de 125cc-klasse met 18 punten voor Provini met 14 punten. In de Belgische Grand Prix reed de 250cc-klasse niet. Ubbiali won de 125cc-race weer met een zeer klein verschil, 0,4 seconde voor Provini. De 250cc-race van de Zweedse Grand Prix werd verrassend gewonnen door Gary Hocking, die voor het eerst met een MZ RE 250 reed. Ubbiali werd tweede en Provini viel uit. Daardoor had Ubbiali nu 10 punten voorsprong in het WK. Provini won de 125cc-race nipt voor Ubbiali en kwam daardoor op slechts 4 punten achterstand. MV Agusta wist nu zeker dat het alle wereldtitels binnen zou halen. Daarom maakte het de dure reis naar de Ulster Grand Prix niet. John Surtees was toen al wereldkampioen 350- en 500 cc, maar in de lichte klassen waren er nog kansen voor Provini om Ubbiali in te halen. Het was dubbel zuur voor Provini dat Hocking in Ulster de 250cc-race won. Daardoor eindigde die nog voor Provini in de WK-stand. Door dit besluit was Ubbiali nu al wereldkampioen 250 cc, maar nog niet in de 125cc-klasse. In de GP des Nations won Ubbiali de 250cc-race in dezelfde tijd als Ernst Degner (MZ), Provini viel uit. Provini moest de 125cc-race winnen en dan mocht Ubbiali geen punten scoren, maar dat gebeurde niet. Degner won de race voor Ubbiali en Provini werd slechts vijfde. Daardoor was Ubbiali ook wereldkampioen 125 cc. 

#### 1960, achtste en negende wereldtitel
|        | Races | Tellend |
| ------ | ----- | ------- |
| 125 cc | 5     | 3       |
| 250 cc | 6     | 4       |

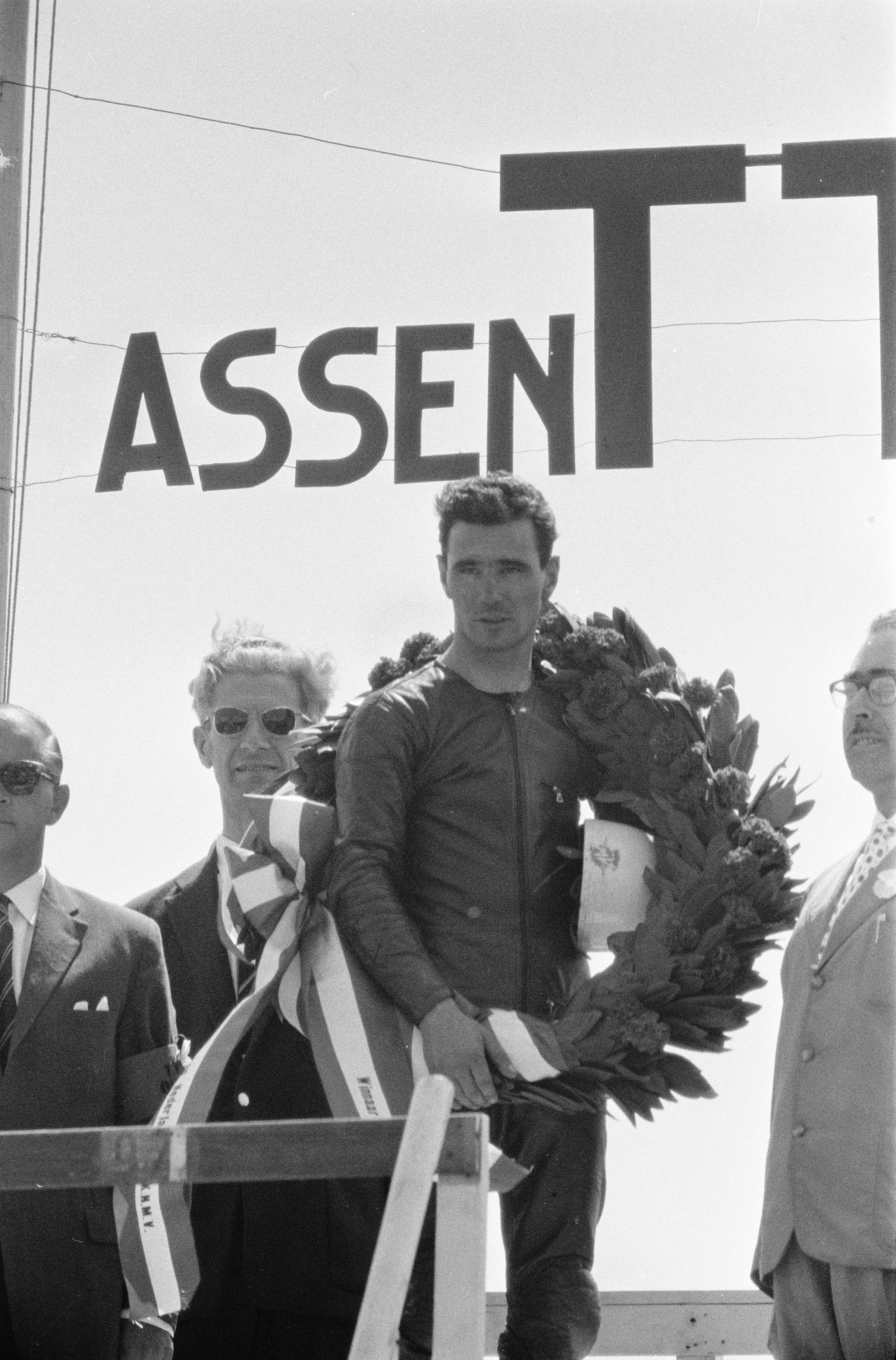
Huldiging na de TT van Assen van 1960, nadat hij twee klassen gewonnen had.

In het seizoen 1960 was Ubbiali verlost van twee concurrenten: Ducati was gestopt en Tarquinio Provini was overgestapt naar het team van Moto Morini. Er kwam er wel een voor terug: MV's nieuweling Gary Hocking maakte het niet alleen Ubbiali moeilijk in de 125- en de 250cc-klasse, maar ook John Surtees in de 350cc-klasse. Hocking won ook de Lightweight TT voor Ubbiali en Provini, maar in de Ultra-Lightweight TT liet Ubbiali er geen gras over groeien. In de openingsronde met staande start verbrak hij al het ronderecord en hij won voor Hocking en Luigi Taveri, die ook weer voor MV Agusta reed. In de TT van Assen won Ubbiali beide klassen voor Hocking. In de 250cc-Belgische Grand Prix won Ubbiali opnieuw voor Hocking en Taveri, maar in de 125cc-race moest hij het hoofd buigen voor de MZ-rijders Ernst Degner en John Hempleman. Het deed echter geen pijn omdat Hocking slechts vijfde werd. Halverwege het seizoen was het nog spannend in de 250cc-klasse: Ubbiali had 22 punten, Hocking 20. In de 125cc-klasse leidde Ubbiali met 20 punten voor Hocking met 14 punten. In de Grand Prix van Duitsland kwam de spanning in de 250cc-klasse helemaal terug. Ubbiali viel bij de start en Hocking profiteerde daarvan. Hij won de race maar Ubbiali werd toch nog tweede. Daardoor stonden ze beide op 28 punten. De 125cc-klasse reed hier niet. In de Ulster Grand Prix won Ubbiali terwijl Hocking uitviel. Ubbiali won de 125cc-race voor Hocking en was daardoor al zeker van zijn achtste wereldtitel. Dat betekende dat Gary Hocking in de GP des Nations de 250cc-race moest winnen, terwijl Ubbiali niet mocht scoren. Ubbiali won de race echter en Hocking viel uit. In de 125cc-race kwam Hocking er niet aan te pas, hij werd vijfde. De race eindigde in een sprint naar de finish, gewonnen door Ubbiali voor teamgenoot Bruno Spaggiari en Ernst Degner. 

## Einde carrière
In 1960 beëindigde Ubbiali zijn carrière. Hij had daarvoor een aantal redenen. Hij wilde gaan trouwen en vond dat het gevaarlijke motorracen niet te verenigen was met het vaderschap. Bovendien was zijn broer Maurizio, zijn manager en technisch adviseur, vroegtijdig overleden. Carlo nam de motorzaak van zijn vader over, maar hij bleef ook als adviseur betrokken bij de motorsport. Hij begeleidde de jonge Giacomo Agostini en bracht hem onder de aandacht van Domenico Agusta, eigenaar van MV Agusta. Ubbiali gold als de beste coureur van Italië, tot Agostini in het seizoen 1971 zijn tiende wereldtitel haalde. 

## Eerbewijzen

Collare d'oro al merito sportivo

- In 2001 plaatste de FIM Ubbiali in de MotoGP Hall of Fame
- In 2019 ontving hij de Collare d'oro al merito sportivo (Gouden halsband voor sportverdienste) van het Italiaans Nationaal Olympisch Comité.

## Wereldkampioenschap wegrace resultaten

### Puntentelling
| 1949    | 1e | 2e | 3e | 4e | 5e | 6e | snelste ronde |
| ------- | -- | -- | -- | -- | -- | -- | ------------- |
| Punten: | 10 | 8  | 7  | 6  | 5  | 0  | 1             |

| 1950-1968 | 1e | 2e | 3e | 4e | 5e | 6e |
| --------- | -- | -- | -- | -- | -- | -- |
| Punten:   | 8  | 6  | 4  | 3  | 2  | 1  |

(Races in cursief geven de snelste ronde aan, punten (tussen haakjes) zijn inclusief streepresultaten)
| Jaar | Klasse | Team       | Motorfiets                  | 1       | 2       | 3       | 4       | 5       | 6       | 7       | 8       | 9       | Punten  | Plaats | Wereldkampioen                                           |
| ---- | ------ | ---------- | --------------------------- | ------- | ------- | ------- | ------- | ------- | ------- | ------- | ------- | ------- | ------- | ------ | -------------------------------------------------------- |
| 1949 | 125 cc | MV Agusta  | GP 125                      |         | ZWI 4e  | NED 3e  |         |         | NAT DNF |         |         |         | 13      | 3e     | Nello Pagani, Mondial 125 Bialbero                       |
| 1950 | 125 cc | FB Mondial | 125 Bialbero                |         |         |         | NED -   |         | ULS 1e  | NAT 2e  |         |         | 14      | 2e     | Bruno Ruffo, Mondial 125 Bialbero                        |
| 1951 | 125 cc | FB Mondial | 125 Bialbero                | SPA 2e  |         | IOM 2e  |         | NED DNF |         | ULS 4e  | NAT 1e  |         | 20      | 1e     | Carlo Ubbiali, Mondial 125 Bialbero                      |
| 1952 | 125 cc | FB Mondial | 125 Bialbero                |         | IOM 2e  | NED 2e  |         | DUI 2e  | ULS DNF | NAT 2e  | SPA DNF |         | 24      | 2e     | Cecil Sandford, MV Agusta 125 Bialbero                   |
| 1953 | 125 cc | MV Agusta  | 125 Bialbero                | IOM DNF | NED 2e  |         | DUI 1e  |         | ULS -   |         | NAT 3e  | SPA 7e  | 18      | 3e     | Werner Haas, NSU Rennfox                                 |
| 1954 | 125 cc | MV Agusta  | 125 Bialbero                |         | IOM 2e  | ULS DNF |         | NED 3e  | DUI 3e  |         | NAT 3e  | SPA DNF | 18      | 2e     | Rupert Hollaus (†), NSU Rennfox                          |
| 1955 | 125 cc | MV Agusta  | 125 Bialbero                | SPA 3e  | FRA 1e  | IOM 1e  | DUI 1e  |         | NED 1e  |         | NAT 1e  |         | 32 (44) | 1e     | Carlo Ubbiali, MV Agusta 125 Bialbero                    |
| 1955 | 250 cc | MV Agusta  | 203 Bialbero                |         |         | IOM DNS | DUI DNS |         | NED DNS | ULS DNS | NAT 1e  |         | 8       | 7e     | Hermann Paul Müller, NSU Sportmax                        |
| 1956 | 125 cc | MV Agusta  | 125 Bialbero                | IOM 1e  | NED 1e  | BEL 1e  | DUI 2e  | ULS 1e  | NAT 1e  |         |         |         | 32 (46) | 1e     | Carlo Ubbiali, MV Agusta 125 Bialbero                    |
| 1956 | 250 cc | MV Agusta  | 250 Monocilindrica Bialbero | IOM 1e  | NED 1e  | BEL 1e  | DUI 1e  | ULS DNF | NAT 1e  |         |         |         | 32 (40) | 1e     | Carlo Ubbiali, MV Agusta 250 Monocilindrica Bialbero     |
| 1957 | 125 cc | MV Agusta  | 125 Bialbero                | DUI 1e  | IOM 2e  | NED DNS | BEL DNS | ULS DNS | NAT 1e  |         |         |         | 22      | 2e     | Tarquinio Provini, Mondial 125 Bialbero                  |
| 1957 | 250 cc | MV Agusta  | 250 Monocilindrica Bialbero | DUI 1e  | IOM DNF | NED DNS | BEL DNS | ULS DNS | NAT DNF |         |         |         | 8       | 5e     | Cecil Sandford, Mondial 250 Bialbero                     |
| 1958 | 125 cc | MV Agusta  | 125 Bialbero                | IOM 1e  | NED 1e  | BEL 5e  | DUI 1e  | ZWE 3e  | ULS 1e  | NAT DNF |         |         | 32 (38) | 1e     | Carlo Ubbiali, MV Agusta 125 Bialbero                    |
| 1958 | 250 cc | MV Agusta  | 250 Monocilindrica Bialbero | IOM 2e  | NED 2e  |         | DUI DNF | ZWE -   | ULS DNF | NAT 3e  |         |         | 16      | 3e     | Tarquinio Provini, MV Agusta 250 Monocilindrica Bialbero |
| 1959 | 125 cc | MV Agusta  | 125 Bialbero                |         | IOM 5e  | DUI 1e  | NED 1e  | BEL 1e  | ZWE 2e  | ULS DNS | NAT 2e  |         | 30 (38) | 1e     | Carlo Ubbiali, MV Agusta 125 Bialbero                    |
| 1959 | 250 cc | MV Agusta  | 250 Bicilindrica            |         | IOM 2e  | DUI 1e  | NED 2e  |         | ZWE 2e  | ULS DNS | NAT 1e  |         | 28 (34) | 1e     | Carlo Ubbiali, MV Agusta 250 Monocilindrica Bialbero     |
| 1960 | 125 cc | MV Agusta  | 125 Bialbero                |         | IOM 1e  | NED 1e  | BEL 3e  |         | ULS 1e  | NAT 1e  |         |         | 24 (32) | 1e     | Carlo Ubbiali, MV Agusta 125 Bialbero                    |
| 1960 | 250 cc | MV Agusta  | 250 Bicilindrica            |         | IOM 2e  | NED 1e  | BEL 1e  | DUI 2e  | ULS 1e  | NAT 1e  |         |         | 32 (44) | 1e     | Carlo Ubbiali, MV Agusta 250 Monocilindrica Bialbero     |

## Trivia

### De vos, de professor en de Chinees
Carlo Ubbiali stond bekend als een "denkend rijder" die vaak zijn concurrenten volgde om hun stijl, sterke en zwakke punten te bestuderen om pas tegen het einde van de race toe te slaan. Ook koos hij vaak voor zekere punten in plaats van overwinningen. Omdat hij voor veiligheid koos viel hij dan ook zelden. Dit alles bezorgde hem bij zijn collega's de bijnaam "De Vos". Omdat hij bij tien deelnames aan de TT van Assen negen keer op het podium stond, noemden zijn collega's hem ook wel de "Professor van Assen". In kleine kring werd hij "de Chinees" genoemd, vanwege zijn kleine gestalte en zijn amandelvorminge ogen.